# Roger Carel

Roger Carel (1954)

Roger Carel (* 14. August 1927 in Paris als Roger Henri Elie Bancharel; † 11. September 2020 in Montfermeil) war ein französischer Schauspieler und Synchronsprecher.

## Leben
Carel wurde am 14. August 1927 als Sohn einer Hausfrau und eines Beamten der CMP geboren. Er begann eine Ausbildung zum Ingenieur, die er jedoch abbrach.
Ein Vorsprechen bei seiner Tante brachte ihn zum Theater. Carel war ab Ende der 1940er-Jahre im Theater engagiert, bevor er in den 1950er-Jahren mit Kino-, Theater- und Radioserien sowie Kabarett begann. Außerdem spielte er in zahlreichen erfolgreichen Filmen, Theaterstücken und Fernsehserien mit.
Ab 2010 zog er sich weitgehend zurück und wurde in einigen seiner Rollen, zum Beispiel Winnie Puuh oder C-3PO, von Jean-Claude Donda ersetzt. Im Januar 2012 erhielt Carel den Henri-Langloisp-Preis für sein Lebenswerk. Im Oktober 2013 gab Carel auf Europe 1 bekannt, dass er sich endgültig zur Ruhe setzt. Bereits 1986 schrieb er seine Autobiografie J'avoue que j'ai bien ri („Ich gebe zu, ich habe viel gelacht“).
Roger Carel starb am 11. September 2020 in Montfermeil und wurde in Aigre beigesetzt.

### Synchronisation
Carel wird in seiner Heimat als Stimmtalent bezeichnet. Er wurde oft für Disney-Produktionen besetzt. Sein lustiges Timbre wurde zum Beispiel für die Synchronisation von Figuren wie Micky Maus, Asterix, Winnie Puuh, Kaa (Das Dschungelbuch), Pongo (101 Dalmatiner) oder Jimmy die Grille (Pinocchio) verwendet.
Gleichzeitig lieh er seine Stimme Schauspielern wie Charlie Chaplin, Jack Lemmon, Jerry Lewis, Peter Sellers oder Peter Ustinov. Ebenfalls synchronisierte er Kultfiguren wie C-3PO in Star Wars, Paul Fusco als Alf oder Kermit den Frosch sowie mehrere tragende Rollen in der Animationsserie Es war einmal ….